# Harsu
Harsu (w transliteracji z pisma klinowego Ḫar-ṣu, w transkrypcji Ḫarṣu) – król Asyrii, w Asyryjskiej liście królów wymieniony jako jeden z 17 królów, którzy mieszkali w namiotach.